# Trynacja
Trynacja – forma trzykrotnego odprawiania Mszy świętej tego samego dnia. 
Odprawianie trzech mszy w ciągu jednego dnia jest uzasadnione tylko w przypadku braku kapłanów. Z ważnych względów duszpasterskich może być ona dopuszczalna i odprawiana za zgodą biskupa.
Biskup ordynariusz może jej udzielić kapłanowi tylko w przypadku niedziel i świąt tzw. nakazanych. Ponadto, aby w takiej sytuacji można było sprawować po raz trzeci Mszę św., muszą być spełnione jeszcze trzy warunki: a) brakuje kapłana, który mógłby w tym dniu odprawić jedną lub dwie Msze św., b) zachodzi konieczność duszpasterska odprawienia takiej liczby Mszy św., c) żadna z mszy, którą odprawania w danym dniu trynujący kapłan, nie jest koncelebrowana.
Wyjątkiem od wyżej wskazanych reguł są dwa dni w roku liturgicznym: Wspomnienie Wszystkich Wiernych Zmarłych (2 listopada) oraz Uroczystość Narodzenia Pańskiego – w te dwa dni każdy kapłan na mocy prawa powszechnego może odprawić trzy Msze święte i może odprawić je w koncelebrze, z tym, że 2 listopada tylko jedna z tych trzech Mszy może być w dowolnej intencji (za którą kapłan może pobrać stypendium), natomiast pozostałe dwie odpowiednio – w intencji wskaznej przez papieża oraz za wszystkich wiernych zmarłych.